# 晏江縣
晏江縣，中国旧县名。
1940年，傅作义部取得五原战役胜利，将日军逐出绥远省西部。1942年6月，主政绥远的傅作义推行新县制，即设立晏江设治局，以为晏江县过渡。晏江之名是为纪念五原战役中阵亡的屯垦军团长贾晏如和三十五军营长赵寿江。1943年，绥远省政府报请国民政府升级晏江设治局为县。
1944年，升为县。治所在塔尔湖（今内蒙古自治区五原县西塔尔湖镇）。下辖十三个乡：正大乡（乡公所在邬家地）、正义乡（乡公所在熊万库）、正泰乡（乡公所在场汗淖尔）、正新乡（乡公所在塔尔湾）、和瑞乡（乡公所在化家圪堵）、和顺乡（乡公所在水道特拉）、和定乡（乡公所在会圪卜）、和中乡（乡公所在新公中）、和悦乡（乡公所在陈旺圪旦）、和协乡（乡公所在协成大庙）、和利乡（乡公所在同义隆）、和乐乡（乡公所在东乌的）、绳武乡（乡公所在北移民村，纪念段绳武）。
1947年后，正泰乡、正新乡合并于正义乡，绳武乡与和瑞乡合并，和中乡合并于和悦乡，和定乡合并于和顺乡、和协乡，和尔乡（疑为和乐乡）与和利乡全并。至1949年时，下辖七个乡。1949年九·一九起义后，中共政权控制绥远省全境。1953年裁撤，设立达拉特后旗。1958年，撤消达拉特后旗，并入五原县。